# 咸塘镇
咸塘镇，是中华人民共和国湖南省衡陽市衡南县下辖的一个乡镇级行政单位。

## 行政区划
咸塘镇下辖以下地区：
水口山社区、蜈蚣桥社区、犁头咀社区、花江村、欧阳村、咸塘村、长塘村、桐冈村、谷托村、高桥村、郑家湾村、柴冲村、大堰村、南山村、白云村和南冲村。